# Missions japonaises dans la Chine des Sui
Les missions japonaises dans la Chine des Sui permettent d'examiner et d'évaluer les relations entre la Chine et le Japon au cours des VIIe, VIIIe et IXe siècles. La nature de ces contacts bilatéraux évolue progressivement de la reconnaissance politique et cérémonielle vers des échanges culturels. Et ce processus accompagne les liens commerciaux croissants qui se développent au fil du temps.
Entre 607 et 838, le Japon envoie 19 missions en Chine. La connaissance est l'objectif principal de chaque expédition. Ainsi les prêtres étudient le bouddhisme chinois, les fonctionnaires les structures du gouvernement chinois, les médecins la médecine chinoise et les peintres la peinture chinoise. Environ un tiers de ceux qui se sont embarqués en provenance du Japon ne survivent pas au voyage de retour vers le Japon.
| Année | Commanditaire     | Envoyés Japonais | Monarque chinois    | Commentaires |
| ----- | ----------------- | ---------------- | ------------------- | --- |
| 607   | Impératrice Suiko | Ono no Imoko     | Empereur Sui Yangdi | Le titre d'Imoko est kenzuishi. |
| 608   | Suiko             | Ono no Imoko     | Yang                | Takamuko no Kuromaro (no Genri) et Minabuchi no Shōan avec le moine bouddhiste Sōmin restent trente-deux ans en Chine avant de retourner au Japon. Comme celui d'Imoko, le titre de Kuromaro et Shoan est kenzuishi. |

## Source de la traduction
- (en) Cet article est partiellement ou en totalité issu de l’article de Wikipédia en anglais intitulé « Japanese missions to Sui China » (voir la liste des auteurs).